# Orituco (genre)
Pour les articles homonymes, voir Orituco.
Genre
Orituco est un genre d'opilions laniatores de la famille des Zalmoxidae.

## Distribution
Les espèces de ce genre sont endémiques du Venezuela. 

## Liste des espèces
Selon World Catalogue of Opiliones (19/10/2021) :
- Orituco gracilipalpi González-Sponga, 1987
- Orituco pariensis González-Sponga, 1991
- Orituco tuberculosa González-Sponga, 1987
- Orituco tuyensis González-Sponga, 1987

## Publication originale
- González-Sponga, 1987 : « Aracnidos de Venezuela. Opiliones Laniatores I. Familias Phalangodidae y Agoristenidae. » Boletin de la Academia de Ciencias Fisicas, Matematicas y Naturales, vol. 23, p. 1–562 (texte intégral).